# Independence Hall
Independence Hall és un monument històric nacional (national historic landmark) dels Estats Units d'Amèrica situat a Filadèlfia (Pennsilvània). És conegut fonamentalment com el lloc en què es va debatre i va adoptar la Declaració d'Independència dels Estats Units.
L'edifici forma part del Parc Nacional Històric de la Independència, autoritzat el 28 de juny de 1948 i establert el 4 de juliol de 1956. També va ser declarat Patrimoni de la Humanitat per la UNESCO el 1979.